# Bur Fu’ad
Bur Fu’ad, Port Fuad (arab. بور فؤاد) – miasto portowe, leżące na północnym wschodzie Egiptu, w muhafazie Port Said nad Morzem Śródziemnym, nad Kanałem Sueskim, na azjatyckim Synaju, na wschód od miasta Port Said.

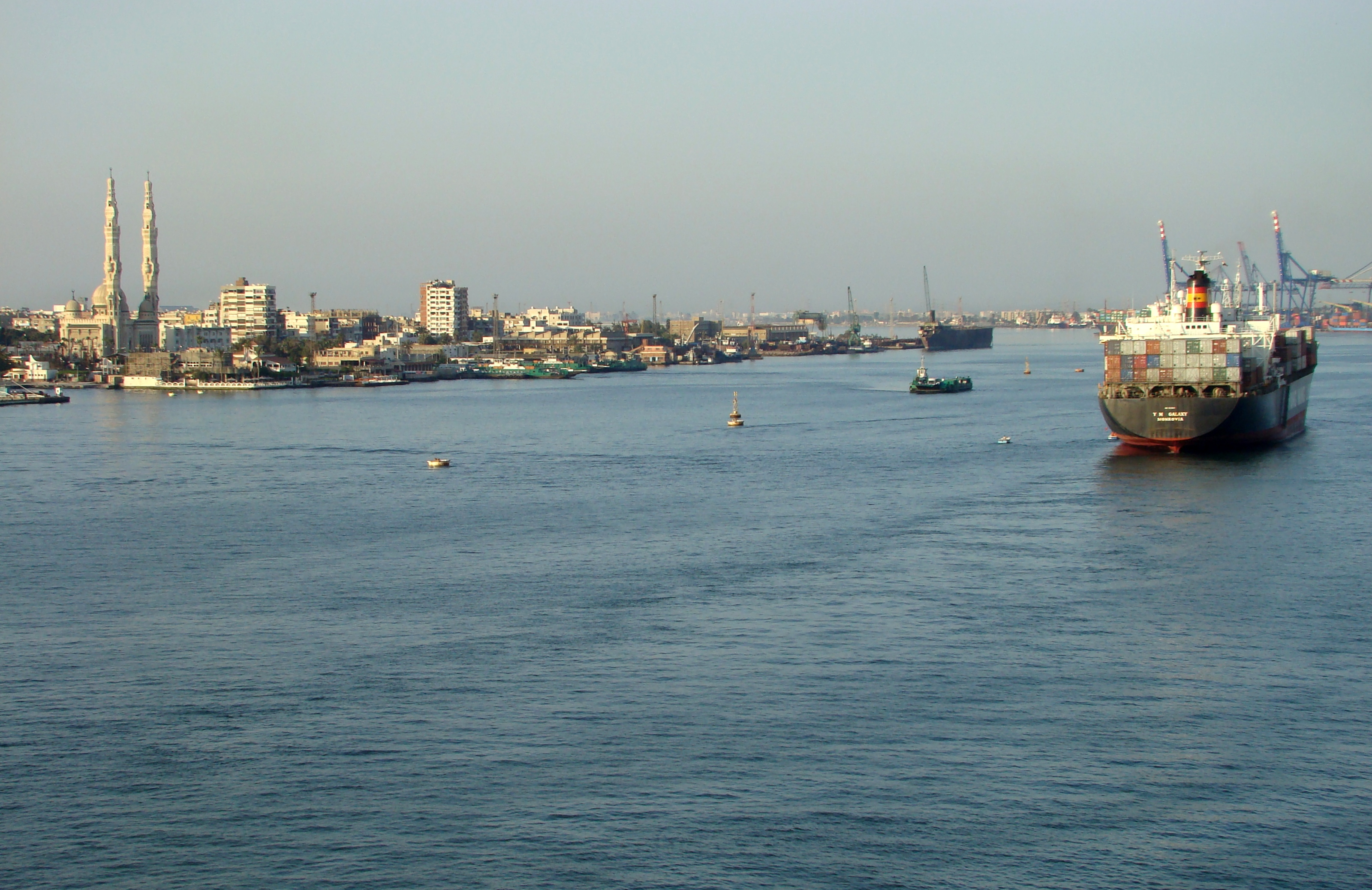
Wejście do Kanału Sueskiego, w tle Bur Fu’ad z jego Wielkim Meczetem

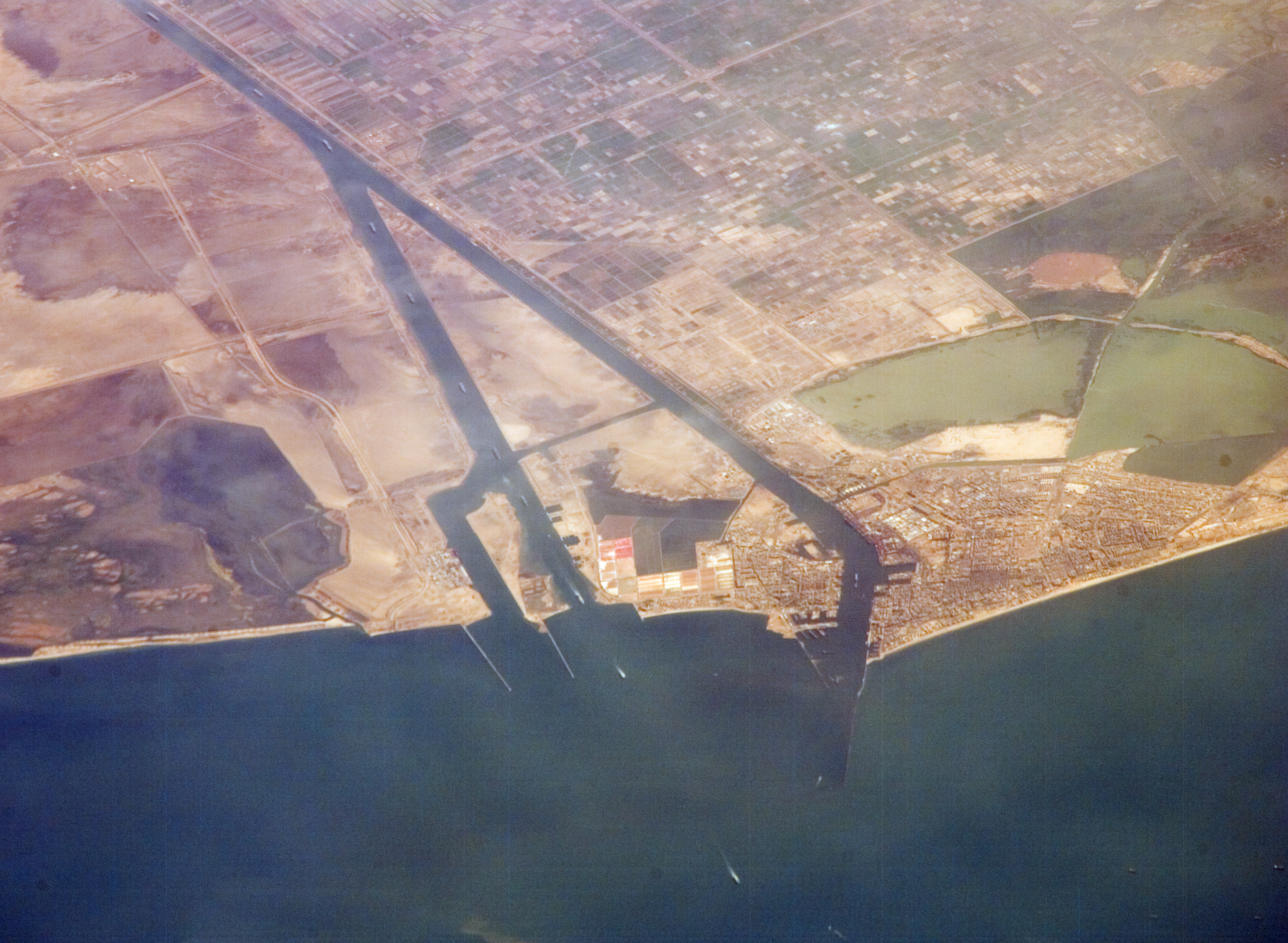
Trójkątna wyspa – Bur Fu’ad, widok z lotu ptaka

W rzeczywistości miasto znajduje się na sztucznej trójkątnej wyspie, oddzielone Kanałem Sueskim (prawobrzeżnym i lewobrzeżnym wyjściem i wejściem do kanału). Z północy leży bezpośrednio przy Morzu Śródziemnym. Południowa i środkowa część wyspy rozdzielone są tzw. Kanałem Nowym – małym kanałem łączącym obie odnogi Kanału Sueskiego. Tereny zabudowane są zlokalizowane na północno-zachodniej części wyspy.
Miasto zostało założone w 1927 roku jako osiedle kadry urzędniczej dla przeludniającego się w tym czasie Port Saidu. Nazwa miasta nadana została na cześć pierwszego króla Egiptu w epoce nowożytnej – Fu’ada I. Zabudowa miasta pochodzi głównie z lat 30 XX w., składa się z kolonialnych willi i ogrodów. Na północy miasta znajduje się basen jachtowy i połączenie promowe z Port Saidem. Ludność miasta w większości zatrudniona jest w porcie i przy obsłudze Kanału Sueskiego. W mieście znajduje się szpital. Bur Fu’ad i Port Said tworzą jeden obszar aglomeracyjny.

## Kryzys sueski
6 listopada 1956 roku, w popołudniowym ataku lotniczym na Egipt, Francuzi i Brytyjczycy wykonali desant, zajmując Bur Fu’ad. Dopiero po wystąpieniu ZSRR i USA przerwano walki i wycofano wojska. Po wojnie miasto było pod kontrolą ONZ.

## Wojna sześciodniowa
Od czerwca 1967 roku miasto było pod kontrolą Izraela. Po wojnie Jom Kipur ostatnie oddziały izraelskie wycofały się z tego terenu do 5 marca 1974 roku.